# 薩普蘇斯戰役
薩普蘇斯戰役（Battle of Thapsus）是凱撒內戰後期的一場戰役，發生於前46年的北非薩普蘇斯（位在今突尼西亞）。由梅特盧斯·西庇阿率領的貴族派軍隊與努米底亞國王尤巴一世結盟，對抗尤利烏斯·凱撒。

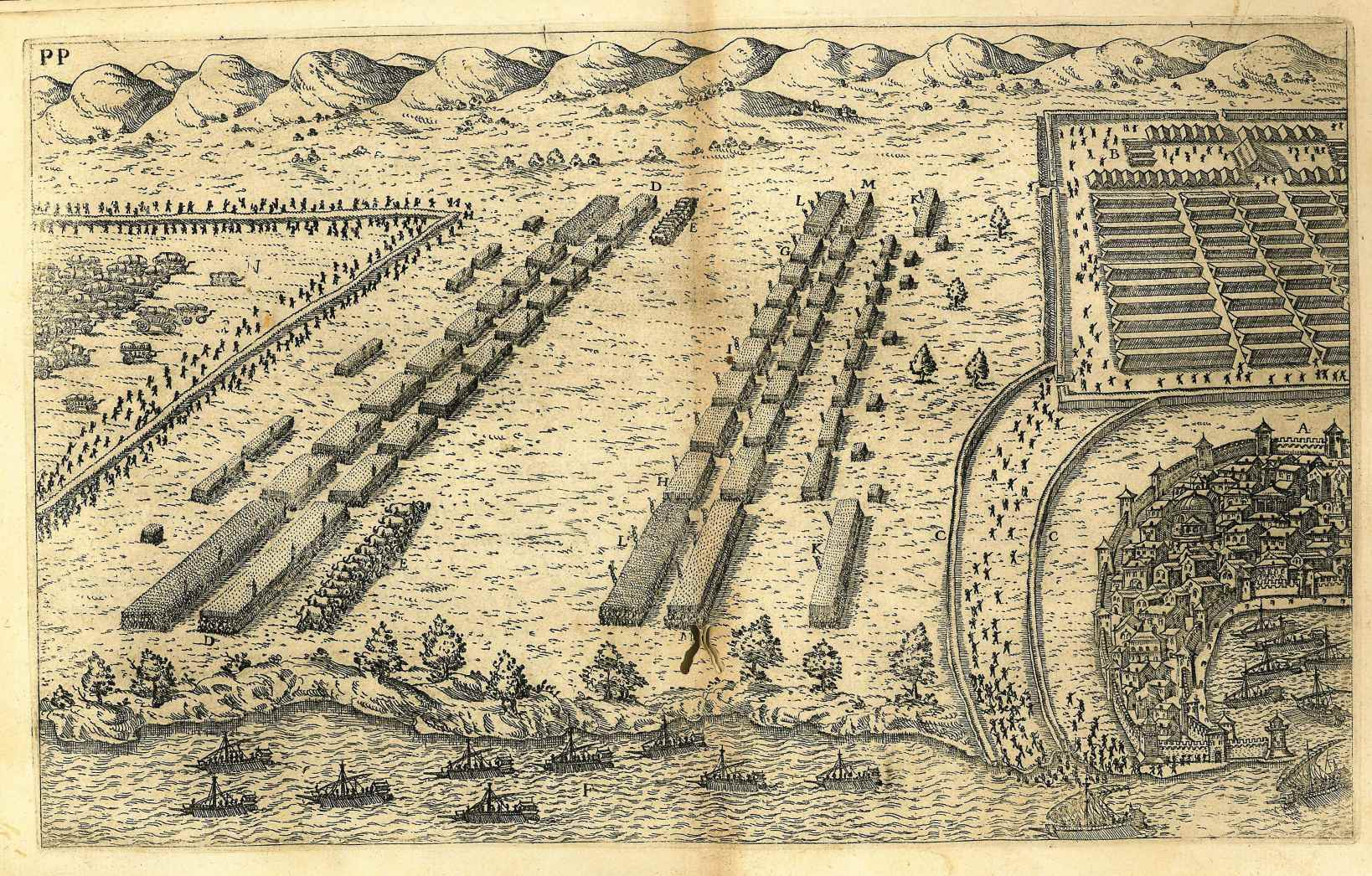
薩普蘇斯戰役（Andrea Palladio，1619年）

儘管擁有60頭戰象，尤巴一世與梅特盧斯·西庇阿的聯軍面對凱撒的十二個經驗豐富的軍團毫無勝算。尤巴一世早一步退出戰場，剩下的貴族派軍隊遭到凱撒一方擊潰。尤巴一世隨後自殺身亡，梅特盧斯·西庇阿逃出戰場但在隨後的希波城戰役戰死。當時身在烏提卡的小加圖得知凱撒的勝利後隨即自盡。